# Liste des récipiendaires canadiens de la croix de Victoria

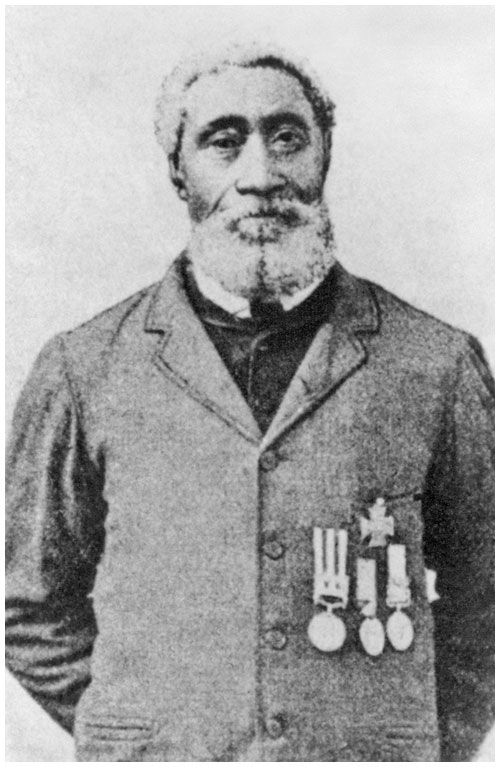
William Hall

La liste suivante regroupe tous les Canadiens ayant reçu la croix de Victoria, distinction militaire la plus haute de l'empire britannique et du Commonwealth. Elle fut décernée à une centaine d'entre eux depuis sa création peu après la guerre de Crimée et jusqu'en 1993 (il n'y eut aucune remise de cette médaille pour un canadien depuis 1945).
À la suite du fait que les Canadiens ne sont plus éligibles à cette médaille depuis 1993, celle-ci a été remplacée par une croix de Victoria canadienne qui attend encore d'être décernée. En apparence, la version canadienne est similaire à sa glorieuse aînée sauf que les inscriptions sont écrites en latin au lieu d'être en anglais, décision qui fut prise pour trouver un compromis entre le français et l'anglais. Le dernier récipiendaire canadien de la Victoria Cross, Ernest "Smokey" Smith, est décédé le 3 août 2005.
Bien que le soldat Timothy O'Hea soit irlandais, il a mérité sa croix de Victoria en sol canadien, à Danville (Québec). Ce fut la seule occasion où la croix de Victoria fut décernée en temps de paix.
Enfin, cette liste comprend également deux Terre-neuviens (John Bernard Croak et Thomas Ricketts) en dépit du fait que Terre-Neuve ne fasse partie du Canada que depuis 1949.

## Récipiendaires
Note : Le symbole † indique que la Croix de Victoria fut remise à titre posthume.
| Nom                                 | Date des faits d'armes | Conflit                    | Unité                                           | Lieu des faits d'armes                      | Province d'origine        | Notes  |
| ----------------------------------- | ---------------------- | -------------------------- | ----------------------------------------------- | ------------------------------------------- | ------------------------- | ------ |
| Wallace Algie                       | 1918†                  | Première Guerre mondiale   | 20th Battalion, Canadian Expedtionary Force     | Cambrai, France                             | Ontario                   |        |
| William Barker                      | 1918                   | Première Guerre mondiale   | No. 201 Squadron, Royal Air Force               | Forêt de Mormal, France                     | Manitoba                  |        |
| Colin Barron                        | 1917                   | Première Guerre mondiale   | 3rd Battalion, Canadian Expedtionary Force      | Passchendaele, Belgique                     | Ontario                   |        |
| Ian Bazalgette (en)                 | 1944                   | Seconde Guerre mondiale    | No. 115 Squadron, Royal Air Force               | Trossy Saint-Maximin, France                | Alberta                   |        |
| Edward Bellew (en)                  | 1915                   | Première Guerre mondiale   | 7th Battalion, Canadian Expedtionary Force      | Knesselare, Belgique                        | Colombie-Britannique      |        |
| Philip Bent (en)                    | 1917†                  | Première Guerre mondiale   | The Leicestershire Regiment                     | Bois du Polygone, Belgique                  | Nouvelle-Écosse           |        |
| William Bishop                      | 1917                   | Première Guerre mondiale   | No. 60 Squadron, Royal Air Force                | Cambrai, France                             | Ontario                   |        |
| Roland Bourke (en)                  | 1918                   | Première Guerre mondiale   | Royal Naval Volunteer Reserve                   | Ostende, Belgique                           | Colombie-Britannique      |        |
| Alexander Brereton (en)             | 1918                   | Première Guerre mondiale   | 8th Battalion, Canadian Expedtionary Force      | Amiens, France                              | Manitoba                  |        |
| Jean Brillant                       | 1918†                  | Première Guerre mondiale   | 22nd Battalion, Canadian Expedtionary Force     | Méharicourt, France                         | Québec                    |        |
| Harry Brown (en)                    | 1917†                  | Première Guerre mondiale   | 10th Battalion, Canadian Expedtionary Force     | Loos, France                                | Ontario                   |        |
| Hugh Cairns                         | 1918†                  | Première Guerre mondiale   | 46th Battalion, Canadian Expedtionary Force     | Valenciennes, France                        | Saskatchewan              |        |
| Frederick William Campbell (en)     | 1915†                  | Première Guerre mondiale   | 1st Battalion, Canadian Expedtionary Force      | Givenchy, France                            | Ontario                   |        |
| Leo Clarke                          | 1916†                  | Première Guerre mondiale   | 2nd Battalion                                   | Pozières, France                            | Manitoba                  |        |
| William Clark-Kennedy               | 1918                   | Première Guerre mondiale   | 24th Battalion, Canadian Expedtionary Force     | Fresnes-sous-Coucy, France                  | Québec                    |        |
| Hampden Cockburn (en)               | 1900                   | Seconde Guerre des Boers   | Royal Canadian Dragoons                         | Komati, Afrique du Sud                      | Ontario                   |        |
| Robert Grierson Combe (en)          | 1917†                  | Première Guerre mondiale   | 27th Battalion, Canadian Expedtionary Force     | Acheville, France                           | Saskatchewan              |        |
| Frederick Coppins (en)              | 1918                   | Première Guerre mondiale   | 8th Battalion, Canadian Expedtionary Force      | Hackett Woods[Où ?], France                 | Manitoba                  |        |
| Aubrey Cosens                       | 1945†                  | Seconde Guerre mondiale    | The Queen's Own Rifles of Canada                | Mooshof, Allemagne                          | Ontario                   |        |
| John Croak                          | 1918†                  | Première Guerre mondiale   | 13th Battalion, Canadian Expedtionary Force     | Amiens, France                              | Terre-Neuve               |        |
| Robert Edward Cruickshank (en)      | 1918                   | Première Guerre mondiale   | London Regiment                                 | Jordanie, Palestine                         | Manitoba                  | [ 22 ] |
| David Currie                        | 1944                   | Seconde Guerre mondiale    | Royal Canadian Armoured Corps                   | Poche de Falaise, France                    | Sakatchewan               |        |
| Edmund De Wind                      | 1918†                  | Première Guerre mondiale   | Royal Irish Rifles                              | Groagie[Où ?], France                       | Alberta                   | [ 25 ] |
| Thomas Dinesen                      | 1918                   | Première Guerre mondiale   | 42nd Battalion, Canadian Expedtionary Force     | Parvillers, France                          | n/a                       | [ 27 ] |
| Campbell Mellis Douglas (en)        | 1867                   | Bravoure en mer            | 24th Regiment of Foot                           | Petite Andaman, Inde                        | Ontario                   |        |
| Alexander Roberts Dunn (en)         | 1854                   | Battle of Balaclava        | 33rd Regiment of Foot                           | Balaclava, Crimée                           | Ontario                   |        |
| Frederick Fisher                    | 1915†                  | Première Guerre mondiale   | 13th Battalion, Canadian Expedtionary Force     | Saint-Julien, Belgique                      | Ontario                   |        |
| Gordon Flowerdew (en)               | 1918†                  | Première Guerre mondiale   | Lord Strathcona's Horse (Royal Canadians)       | Bois de Moreuil, France                     | Colombie-Britannique      |        |
| John Weir Foote (en)                | 1942                   | Seconde Guerre mondiale    | Royal Hamilton Light Infantry                   | Dieppe, France                              | Ontario                   |        |
| Herman Good                         | 1918                   | Première Guerre mondiale   | 13th Battalion, Canadian Expedtionary Force     | Bois de Hangard, France                     | Nouveau-Brunswick         |        |
| Robert Hampton Gray (en)            | 1945†                  | Seconde Guerre mondiale    | Fleet Air Arm                                   | Honshū, Japan                               | Colombie-Britannique      |        |
| Milton Gregg                        | 1918                   | Première Guerre mondiale   | Royal Canadian Regiment                         | Cambrai, France                             | Nouveau-Brunswick         |        |
| Frederick Hall                      | 1915†                  | Première Guerre mondiale   | 27th Battalion, Canadian Expedtionary Force     | Ypres, Belgique                             | Manitoba                  |        |
| William Hall                        | 1857                   | Rébellion indienne de 1857 | HMS Shannon                                     | Lucknow, Inde                               | Nouvelle-Écosse           |        |
| Robert Hill Hanna (en)              | 1917                   | Première Guerre mondiale   | 29th Battalion, Canadian Expedtionary Force     | Lens, France                                | Colombie-Britannique      |        |
| Frederick Harvey                    | 1917                   | Première Guerre mondiale   | Lord Strathcona's Horse (Royal Canadians)       | Guyencourt, France                          | Alberta                   |        |
| Frederick Hobson (en)               | 1917†                  | Première Guerre mondiale   | 1st Battalion                                   | Lens, France                                | Ontario                   |        |
| Charles Hoey (en)                   | 1944                   | Seconde Guerre mondiale    | Royal Lincolnshire Regiment                     | Ngakyedauk, Birmanie (actuellement Myanmar) | Colombie-Britannique      |        |
| Edward James Gibson Holland (en)    | 1900                   | Seconde Guerre des Boers   | Royal Canadian Dragoons                         | Komati, Afrique du Sud                      | Ontario                   |        |
| Thomas William Holmes (en)          | 1917                   | Première Guerre mondiale   | 2nd Battalion                                   | Passchendaele, Belgique                     | Ontario                   |        |
| Samuel Honey (en)                   | 1918†                  | Première Guerre mondiale   | 78th Battalion, Canadian Expedtionary Force     | Bourlon Wood, France                        | Ontario                   |        |
| David Hornell (en)                  | 1944                   | Seconde Guerre mondiale    | No. 162 Squadron RCAF                           | Féroé, Atlantique                           | Ontario                   |        |
| Bellenden Hutcheson                 | 1918                   | Première Guerre mondiale   | 75th Battalion, Canadian Expedtionary Force     | Arras, France                               | Ontario                   | [ 47 ] |
| Joseph Kaeble                       | 1918†                  | Première Guerre mondiale   | 22nd Battalion, Canadian Expedtionary Force     | Neuville-Vitasse, France                    | Québec                    |        |
| George Kerr                         | 1918                   | Première Guerre mondiale   | 3rd Battalion, Canadian Expedtionary Force      | Bourlon Wood, France                        | Ontario                   |        |
| John Chipman Kerr (en)              | 1916                   | Première Guerre mondiale   | 49th Battalion, Canadian Expedtionary Force     | Courcelette, France                         | Nouvelle-Écosse           |        |
| Cecil John Kinross (en)             | 1917                   | Première Guerre mondiale   | 49th Battalion, Canadian Expedtionary Force     | Passchendaele, Belgique                     | Alberta                   |        |
| Arthur George Knight (en)           | 1918†                  | Première Guerre mondiale   | 10th Battalion, Canadian Expedtionary Force     | Villers-les-Cagnicourt, France              | Alberta                   |        |
| Filip Konowal                       | 1917                   | Première Guerre mondiale   | 47th Battalion, Canadian Expedtionary Force     | Lens, France                                | n/a                       | [ 53 ] |
| Okill Learmonth                     | 1917†                  | Première Guerre mondiale   | 2nd Battalion, Canadian Expedtionary Force      | Loos, France                                | Québec                    |        |
| Graham Thomson Lyall (en)           | 1918                   | Première Guerre mondiale   | 102nd Battalion, Canadian Expedtionary Force    | Cambrai, France                             | Ontario                   |        |
| Thain MacDowell                     | 1917                   | Première Guerre mondiale   | 38th Battalion, Canadian Expedtionary Force     | Bataille de la crête de Vimy, France        | Ontario                   |        |
| John MacGregor (en)                 | 1918                   | Première Guerre mondiale   | 2nd Canadian Mounted Rifles                     | Cambrai, France                             | Colombie-Britannique      |        |
| John Keefer Mahony (en)             | 1944                   | Seconde Guerre mondiale    | The Royal Westminster Regiment                  | Vallée de Comino, Italie                    | Colombie-Britannique      |        |
| George Burdon McKean (en)           | 1918                   | Première Guerre mondiale   | 14th Battalion, Canadian Expedtionary Force     | Gavrelle, France                            | Alberta                   |        |
| Hugh McKenzie                       | 1917†                  | Première Guerre mondiale   | Canadian Machine Gun Corps (en)                 | Meetscheele Spur, Belgique                  | Alberta                   |        |
| Alan McLeod                         | 1918†                  | Première Guerre mondiale   | No. 2 Squadron RFC                              | Albert, France                              | Manitoba                  |        |
| William Merrifield (en)             | 1918                   | Première Guerre mondiale   | 4th Battalion, Canadian Expedtionary Force      | Abancourt, France                           | Ontario                   |        |
| Charles Merritt                     | 1942                   | Seconde Guerre mondiale    | South Saskatchewan Regiment                     | Dieppe, France                              | Colombie-Britannique      |        |
| William Henry Metcalf (en)          | 1918                   | Première Guerre mondiale   | 16th Battalion, Canadian Expedtionary Force     | Arras, France                               | n/a                       | [ 47 ] |
| William Johnstone Milne (en)        | 1917†                  | Première Guerre mondiale   | 16th Battalion, Canadian Expedtionary Force     | Thelus, France                              | Saskatchewan              |        |
| Harry Miner                         | 1918†                  | Première Guerre mondiale   | 58th Battalion, Canadian Expedtionary Force     | Demuin, France                              | Ontario                   |        |
| Coulson Mitchell                    | 1918                   | Première Guerre mondiale   | 4th Canadian Engineers                          | Canal de l'Escaut, France                   | Manitoba                  |        |
| George Mullin                       | 1917                   | Première Guerre mondiale   | Princess Patricia's Canadian Light Infantry     | Passchendaele, Belgique                     | Saskatchewan              | [ 47 ] |
| Andrew Mynarski (en)                | 1944†                  | Seconde Guerre mondiale    | No. 419 Squadron RCAF                           | Cambrai, France                             | Manitoba                  |        |
| William Henry Snyder Nickerson (en) | 1900                   | Seconde Guerre des Boers   | Royal Army Medical Corps                        | Wakkerstroom, Afrique du Sud                | Nouveau-Brunswick         | [ 22 ] |
| Claude Nunney (en)                  | 1918†                  | Première Guerre mondiale   | 38th Battalion, Canadian Expedtionary Force     | Drocourt-Queant, France                     | Ontario                   |        |
| Christopher O'Kelly (en)            | 1917                   | Première Guerre mondiale   | 52nd Battalion, Canadian Expedtionary Force     | Passchendaele, Belgique                     | Manitoba                  |        |
| Michael John O'Leary (en)           | 1915                   | Première Guerre mondiale   | Irish Guards                                    | Cuinchy, France                             | Saskatchewan              | [ 72 ] |
| Michael James O'Rourke (en)         | 1917                   | Première Guerre mondiale   | 7th Battalion, Canadian Expedtionary Force      | Bataille de la cote 70, France              | Colombie-Britannique      |        |
| John Robert Osborn                  | 1941                   | Seconde Guerre mondiale    | Winnipeg Grenadiers                             | Mount Butler, Hong Kong                     | Manitoba                  |        |
| John George Pattison (en)           | 1917†                  | Première Guerre mondiale   | 50th Battalion, Canadian Expedtionary Force     | Bataille de la crête de Vimy, France        | Alberta                   |        |
| George Pearkes                      | 1917                   | Première Guerre mondiale   | 5th Battalion Canadian Mounted Rifles           | Passchendaele, Belgique                     | Yukon                     |        |
| Cyrus Wesley Peck                   | 1918                   | Première Guerre mondiale   | 16th Battalion, Canadian Expedtionary Force     | Cagnicourt, France                          | Nouveau-Brunswick         |        |
| Frederick Thornton Peters (en)      | 1942                   | Seconde Guerre mondiale    | HMS Walney                                      | Oran, Algerie                               | Île-du-Prince-Édouard     |        |
| Walter Rayfield (en)                | 1918                   | Première Guerre mondiale   | 7e Bataillon du Corps expéditionnaire canadien  | Arras, France                               | Ontario                   |        |
| Herbert Reade (en)                  | 1857                   | Rébellion indienne de 1857 | 61st Regiment of Foot                           | Delhi, Inde                                 | Ontario                   |        |
| Arthur Richardson                   | 1900                   | Seconde Guerre des Boers   | Lord Strathcona's Horse (Royal Canadians)       | Wolwespruit, Afrique du Sud                 | n/a                       |        |
| James Cleland Richardson (en)       | 1916†                  | Première Guerre mondiale   | 16th Battalion, Canadian Expedtionary Force     | Somme, France                               | Colombie-Britannique      |        |
| James Peter Robertson (en)          | 1917†                  | Première Guerre mondiale   | 27e Bataillon du Corps expéditionnaire canadien | Passchendaele, Belgique                     | Nouvelle-Écosse           |        |
| Charles Rutherford                  | 1918                   | Première Guerre mondiale   | 5th Battalion Canadian Mounted Rifles           | Monchy, France                              | Ontario                   |        |
| Francis Scrimger (en)               | 1915                   | Première Guerre mondiale   | Canadian Army Medical Corps                     | Saint-Julien, Belgique                      | Québec                    |        |
| Robert Shankland                    | 1917                   | Première Guerre mondiale   | 43e Bataillon du Corps expéditionnaire canadien | Passchendaele, Belgique                     | Manitoba                  |        |
| Ellis Wellwood Sifton (en)          | 1917†                  | Première Guerre mondiale   | 18e Bataillon du Corps expéditionnaire canadien | Neuville-Saint-Vaast, France                | Ontario                   |        |
| John Alexander Sinton (en)          | 1916                   | Première Guerre mondiale   | Service médical indien                          | Orah Ruins, Mésopotamie                     | Colombie-Britannique      | [ 22 ] |
| Ernest Smith                        | 1944                   | Seconde Guerre mondiale    | The Seaforth Highlanders of Canada              | Savio, Italie                               | Colombie-Britannique      |        |
| Robert Spall                        | 1918†                  | Première Guerre mondiale   | Princess Patricia's Canadian Light Infantry     | Parvillers, France                          | Manitoba                  |        |
| Harcus Strachan (en)                | 1917                   | Première Guerre mondiale   | Fort Garry Horse                                | Masnières, France                           | Manitoba                  |        |
| James Edward Tait (en)              | 1918†                  | Première Guerre mondiale   | 78e Bataillon du Corps expéditionnaire canadien | Amiens, France                              | Territoires du Nord-Ouest |        |
| Frederick Tilston                   | 1945                   | Seconde Guerre mondiale    | Essex Scottish Regiment                         | Hochwald, Allemagne                         | Ontario                   |        |
| Frederick Topham (en)               | 1945                   | Seconde Guerre mondiale    | 1st Canadian Parachute Battalion                | Rhin, Allemagne                             | Ontario                   |        |
| Paul Triquet                        | 1943                   | Seconde Guerre mondiale    | Royal 22e Régiment                              | Casa Berardi, Italie                        | Québec                    |        |
| Richard Ernest William Turner (en)  | 1900                   | Seconde Guerre des Boers   | Royal Canadian Dragoons                         | Komati, Afrique du Sud                      | Québec                    |        |
| Thomas Orde Lawder Wilkinson (en)   | 1916†                  | Première Guerre mondiale   | Loyal North Lancashire Regiment                 | La Boiselle, France                         | [ 97 ]                    |        |
| John Young                          | 1918                   | Première Guerre mondiale   | 87e Bataillon du Corps expéditionnaire canadien | Dury-Arras, France                          | Québec                    |        |
| Raphael Zengel (en)                 | 1918                   | Première Guerre mondiale   | 5e Bataillon du Corps expéditionnaire canadien  | Warvillers, France                          | Saskatchewan              | [ 47 ] |